# Tartufi
Tartufi (rjeđe gomoljače,; Tuber) su rod gljiva iz porodice Tuberaceae. To su gospodarski iznimno važne gljive. Svoja plodišta najčešće razvijaju od 5 do 30 cm ispod zemlje. Izgledom podsjećaju na krumpir te imaju vrlo snažan i specifičan miris. Uglavnom narastu od veličine trešnje do veličine jabuke.

## Tartufi kroz povijest
Prvu knjigu o tartufima napisao je Alfonso Ciccarelli. Francuski botaničar Joseph Pitton de Tournefort prvi ih je podrobnije promatrao i opisivao početkom 18. stoljeća. Stotinjak godina poslije tartufe su počeli znanstveno istraživati u Italiji (Carlo Vittadinin), te nešto kasnije u Francuskoj (braća Louis-René i Charles Tulsane. Na meniju Bečkog kongresa prvi put su se službeno našli 1815. godine.

## Tartufi danas
Tartufi su vrlo cijenjene vrste podzemnih gljiva. Najpoznatije nalazište tartufa u Hrvatskoj je dolina rijeke Mirne. U gastronomskom svijetu su poznati bijeli tartufi iz Albe, Pijemont, Italija. U Europi se zadnjih godina pojavljuju kineski tartufi koji su znatno jeftiniji (i do 20 puta!), a može ih se raspoznati samo laboratorijskom analizom. Cijena bijelog tartufa može doseći do 9000 eura za kilogram, dok je cijena crnog zimskog tartufa i ljetnog tartufa znatno niža, reda nekoliko stotina eura za kilogram. Veliki primjerci bijelog tartufa pak na aukcijama mogu doseći i cijenu od 100 000 ali i više eura, načešći kupci su iz Kine i Japana. Aukcijska kuća Sotheby's je 2010. kupcu iz Makaoa prodala tartuf mase 1,3 kg za 417 000 dolara (tada oko 338 000 eura).
Tartuf se ponekad dodaje maslinovom ulju kao aromatski dodatak.

## Vrste

### TuberP. Micheli ex F.H. Wigg.
1. Tuber anniae W. Colgan & Trappe 1997
2. Tuber argenteum Gilkey 1916
3. Tuber argentinum Speg. 1887
4. Tuber bellisporum Bonito & Trappe 2010
5. Tuber bernardinii Gori 2003
6. Tuber besseyi Gilkey 1939
7. Tuber beyerlei Trappe, Bonito & Guevara 2012
8. Tuber bisporum Gilkey 1925
9. Tuber bituminatum Berk. & Broome 1851
10. Tuber bonnetii Roum. 1882
11. Tuber borchii Vittad. 1831
12. Tuber brumale Vittad. 1831
13. Tuber canaliculatum Gilkey 1920
14. Tuber castellanoi Bonito & Trappe 2010
15. Tuber castilloi Guevara, Bonito & Trappe 2012
16. Tuber cistophilum P. Alvarado, G. Moreno, Manjón, Gelpi & J. Muñoz 2012
17. Tuber clarei Gilkey 1963
18. Tuber decipiens Bozac, Širic & Kos 2012
19. Tuber donnagotto Bozac, Širic & Kos 2012
20. Tuber dryophilum Tul. & C. Tul. 1845
21. Tuber excavatum Vittad. 1831
22. Tuber ferrugineum Vittad. 1831
23. Tuber foetidum Vittad. 1831
24. Tuber furfuraceum H.T. Hu & Y.I. Wang 2005
25. Tuber gardneri Gilkey 1916
26. Tuber gennadii (Chatin) Pat. 1903
27. Tuber giganteum Gilkey 1925
28. Tuber guzmanii Trappe & Cázares 2006
29. Tuber harknessii Gilkey 1954
30. Tuber himalayense B.C. Zhang & Minter 1988
31. Tuber hiromichii (S. Imai) Trappe 1979
32. Tuber huidongense (S. Imai) Trappe 1979
33. Tuber huizeanum L. Fan & Yong Li 2013
34. Tuber intermedium Bucholtz 1901
35. Tuber irradians Gilkey 1916
36. Tuber lacunosum Mattir. 1900
37. Tuber latisporum Juan Chen & P.G. Liu 2007
38. Tuber lauryi Trappe, Bonito & Guevara 2012
39. Tuber levissimum Gilkey 1916
40. Tuber liaotongense Y. Wang 1990
41. Tuber lignarium (Harkn.) Gilkey 1916
42. Tuber lijiangense L. Fan & J.Z. Cao 2011
43. Tuber linsdalei Gilkey 1954
44. Tuber liui A S. Xu 1999
45. Tuber liyuanum L. Fan & J.Z. Cao 2012
46. Tuber longisporum Gilkey 1925
47. Tuber lyonii Butters 1903
48. Tuber macrosporum Vittad. 1831
49. Tuber maculatum Vittad. 1831
50. Tuber magnatum Picco 1788
51. Tuber malenconii Donadini, Riousset, G. Riousset & G. Chev. 1979
52. Tuber maresa Font Quer 1931
53. Tuber melanosporum Vittad. 1831
54. Tuber melosporum (G. Moreno, J. Díez & Manjón) P. Alvarado, G. Moreno, J.L. Manjón & Díez 2013
55. Tuber mexiusanum Guevara, Bonito & Cázares 2012
56. Tuber michailowskianum Bucholtz 1908
57. Tuber microspermum L. Fan & J.Z. Cao 2012
58. Tuber microspiculatum L. Fan & J.Z. Cao 2012
59. Tuber microverrucosum L. Fan & C.L. Hou 2011
60. Tuber miquihuanense Guevara, Bonito & Cázares 2012
61. Tuber moravicum Velen. 1947
62. Tuber moretii Maire 1926
63. Tuber multimaculatum Parladé, Trappe & I.F. Alvarez 1993
64. Tuber nitidum Vittad. 1831
65. Tuber oligospermum (Tul. & C. Tul.) Trappe 1979
66. Tuber oregonense Trappe, Bonito & P. Rawl. 2010
67. Tuber pacificum Trappe, Castellano & Bushnell 2000
68. Tuber phlebodermum (Gilkey) Trappe 1979
69. Tuber polyspermum L. Fan & J.Z. Cao 2011
70. Tuber pseudoexcavatum Y. Wang, G. Moreno, Riousset, Manjón & G. Riousset 1998
71. Tuber pseudohimalayense G. Moreno, Manjón, J. Díez & García-Mont. 1997
72. Tuber pseudomagnatum L. Fan 2012
73. Tuber puberulum Berk. & Broome 1846
74. Tuber queletianum Bataille 1921
75. Tuber quercicola J.L. Frank, D. Southw. & Trappe 2006
76. Tuber rapaeodorum Tul. & C. Tul. 1843
77. Tuber regianum Montecchi & Lazzari 1987
78. Tuber regimontanum Guevara, Bonito & J. Rodr. 2008
79. Tuber rufum Picco 1788
80. Tuber scleroneuron Berk. & Broome 1851
81. Tuber separans Gilkey 1916
82. Tuber shearii Harkn. 1920
83. Tuber sinense X.L. Mao 2000
84. Tuber sinoaestivum J.P. Zhang & P.G. Liu 2012
85. Tuber sinoalbidum L. Fan & J.Z. Cao 2011
86. Tuber sinoexcavatum L. Fan & Yu Li 2011
87. Tuber sphaerospermum (Malençon) P. Roux, Guy García & M.C. Roux 2006
88. Tuber sphaerosporum Gilkey 1939
89. Tuber spinoreticulatum Uecker & Burds. 1977
90. Tuber taiyuanense B. Liu 1985
91. Tuber texense Heimsch 1959
92. Tuber umbilicatum Juan Chen & P.G. Liu 2006
93. Tuber unicolor Gilkey 1920
94. Tuber vacini Velen. 1947
95. Tuber verii Pacioni & Lalli 1989
96. Tuber walkeri Healy, Bonito & Guevara 2012
97. Tuber whetstonense J.L. Frank, D. Southw. & Trappe 2006
98. Tuber xizangense A S. Xu 1999
99. Tuber zhongdianense X.Y. He, Hai M. Li & Y. Wang 2004

Fungi → Ascomycota → Pezizomycetes → Pezizales → Tuberaceae

## Galerija
- Bijeli tartufi, dolina Mirne
- Crni tartufi, dolina Mirne